# Uberella barrierensis
Uberella barrierensis es una especie de molusco gasterópodo de la familia Naticidae.

## Distribución geográfica
Se encuentra  en Nueva Zelanda.